# Apodrassodes araucanius
Apodrassodes araucanius är en spindelart som först beskrevs av Chamberlin 1916.  Apodrassodes araucanius ingår i släktet Apodrassodes och familjen plattbuksspindlar. Inga underarter finns listade i Catalogue of Life.